# Mihnea Motoc
Mihnea Ioan Motoc (ur. 11 listopada 1966 w Bukareszcie) – rumuński dyplomata i prawnik, długoletni ambasador Rumunii, od 2015 do 2017 minister obrony narodowej.

## Życiorys
W 1989 ukończył prawo na Uniwersytecie Bukareszteńskim. Kształcił się następnie na studiach podyplomowych z zakresu międzynarodowego prawa publicznego i prywatnego na Université Nice-Sophia-Antipolis. W 1992 uzyskał magisterium na George Washington University.
Między 1989 a 1991 pracował w stołecznym sądownictwie, po czym został zatrudniony w Ministerstwie Spraw Zagranicznych. W latach 1994–1996 był zastępcą dyrektora departamentu praw człowieka, następnie do 1997 dyrektorem sekcji Unii Europejskiej. Od 1997 do 1999 pełnił funkcję dyrektora generalnego MSZ odpowiedzialnego za sekcję ds. UE i NATO. W latach 1999–2001 zajmował stanowisko ambasadora w Holandii, reprezentując również Rumunię przy Organizacji ds. Zakazu Broni Chemicznej. Po powrocie do kraju powołany na sekretarza stanu w MSZ. W latach 2003–2008 był stałym przedstawicielem Rumunii przy Organizacji Narodów Zjednoczonych w Nowym Jorku, od 2004 do 2005 reprezentował swój kraj w Radzie Bezpieczeństwa ONZ. W latach 2008–2015 sprawował urząd ambasadora przy Unii Europejskiej.
W sierpniu 2015 został ambasadorem w Wielkiej Brytanii. Po trzech miesiącach powrócił jednak do kraju – w listopadzie 2015 w technicznym rządzie, na czele którego stanął Dacian Cioloș, objął bowiem stanowisko ministra obrony narodowej. Zakończył urzędowanie w styczniu 2017.
Przeszedł następnie do pracy w Komisji Europejskiej jako zastępca dyrektora Europejskiego Ośrodka Strategii Politycznej.